# Perico Chicote
Pedro Chicote Serrano (Madrid, 13 de mayo de 1899-Madrid, 25 de diciembre de 1977), conocido como Perico Chicote, fue un popular hostelero español, propietario del Museo Chicote, denominado anteriormente como Bar Chicote, en la Gran Vía madrileña. También fue locutor de Unión Radio, hoy Cadena Ser y Telegrafista de Honor.
Con 12 años, en 1911, ingresó en Telégrafos como repartidor de segunda. Al año siguiente, ascendió a repartidor de primera. Pedro repartía los telegramas por Madrid en bicicleta. En 1915, mientras trabajaba como repartidor de telegramas, supo que en el Hotel Ritz buscaban un ayudante de barman. Pedro se presentó y consiguió el empleo. Desde entonces trabajó con el barman Pedro Sarralta de quien aprendió el oficio.
En los años 1920 del siglo xx trabajó de barman jefe en el casino Gran Kursall en Gijón que estaba en el teatro-circo los Campos Elisos de Gijón y que regentaba la familia Sánchez del Río hasta que la dictadura de Primo de Rivera prohibió el juego en España.[cita requerida]

## Biografía
Pedro Chicote Serrano, huérfano de padre en una familia de origen humilde, empezó a trabajar con tan solo ocho años como mozo de bar en el mercado de los Mostenses. En 1911, con doce años ingresó en Telégrafos, como repartidor de segunda y con su sueldo mantenía a su madre y a su hermano. Al año siguiente, ascendió a repartidor de primera. Pedro repartía los telegramas por Madrid en bicicleta. En 1915, mientras trabajaba como repartidor de telegramas, supo que en el Hotel Ritz buscaban un ayudante de barman. Pedro se presentó y consiguió el empleo. Desde entonces trabajó con el barman Pedro Sarralta de quien aprendió el oficio. Hacia 1916 entró como ayudante de barman en el Hotel Ritz de Madrid, pasó luego al Savoy y acabó en el bar Pidoux de la Gran Vía madrileña, antes de abrir en esa misma calle su propio establecimiento en 1931. Con el tiempo el Bar Chicote, se convertiría en símbolo de una vertiente cultural del ocio madrileño durante la segunda mitad del siglo xx.
Perico Chicote además de barman fue locutor de Unión Radio, hoy Cadena SER. Comenzó en abril de 1932 cuando, enterado de que Gonzalo Avello hacía un programa de recetas de cocina, propuso a Unión Radio, y la cadena lo aceptó, que un día al mes daría por el micrófono una fórmula de coctel, sin decir su título, y el oyente que lo acertara sería obsequiado por Chicote con un coctel completo para él y personas que eligiera. A los pocos meses y debido a su éxito tuvo su propio programa “El coctel del día” que se emitía diariamente, a las 14 horas. El programa estuvo en antena desde mayo de 1932 y hasta julio de 1936. Chicote comentaba la elaboración de sus cocteles y entrevistaba a los clientes que iban a su establecimiento a probar sus innovaciones.

## Museo Chicote
En la década de 1940 Chicote dio a conocer el Museo de bebidas que había reunido en el sótano de su bar y al que denominó Museo Chicote, título que luego tomó todo el negocio. Se inició entonces la época de mayor esplendor del establecimiento, que recibió la visita de monarcas —Rainiero de Mónaco, la princesa Soraya...—, políticos de todas las tendencias —entre ellos, José Antonio Primo de Rivera, la Pasionaria, o los futuros reyes de España—, escritores —Ernest Hemingway y José Ortega y Gasset entre otros muchos—, estrellas de cine en blanco y negro como Frank Sinatra, Grace Kelly, Ava Gardner, Rita Hayworth, Sofia Loren o mitos del deporte futbolístico como Alfredo Di Stéfano o Puskás.
Este lugar también fue frecuentado por las personas que necesitaban penicilina.https://www.larazon.es/local/madrid/cuando-la-penicilina-se-vendia-de-estraperlo-en-el-bar-chicote-BD22653075/ En esa época el mercado negro de este preciado producto era un gran negocio, no sólo por el precio por el que se vendía, también porque alguna vez se mezclaba con otro producto para obtener más ganancias. 
Tras su fallecimiento el local continuó siendo uno de los más emblemáticos de la noche madrileña.

## Fundador de A.B.E. (Asociación de Barmans Españoles)
La Asociación de Barmans Españoles (A.B.E.) se constituyó por iniciativa del primer barman que traspasó nuestras fronteras, Pedro Chicote. El seguía muy de cerca los problemas de la hostelería española y junto a un grupo de profesionales del bar decidieron dar a esta profesión la importancia que merecía, ya que otros sectores por aquella época contaban con asociaciones profesionales. 
Tras un tiempo trabajando en darle forma jurídica la constituyeron  el 15 de febrero de 1964. El Acta de la Fundación de A.B.E establecía como principal prioridad la posibilidad de constituir dicha Asociación para, además de atender a las aspiraciones, necesidades y problemas de la profesión, dejar claro también la referencia al objetivo expreso y claro que tiene la Hostelería para un país como España que se ha de orientar firmemente hacia el desarrollo turístico.
Chicote tenía muy claro cuales debían ser las líneas de la asociación: perfeccionamiento profesional y promoción turística.
Muy pronto a esta asociación de profesionales del bar se fueron agregando representantes de esta actividad de diferentes lugares de la geografía, que progresivamente crearían grupos de bármanes en sus respectivas ciudades adhiriéndose a ABE como delegaciones de la asociación.
Desde la asociación comienza a desarrollarse la actividad entre profesionales y las marcas comerciales interesadas, y no tardan en querer ampliar conocimientos con otros países, es entonces cuando se solicita la entrada a la International Bartenders Association. Es una gran oportunidad para A.B.E, ya que les permitiría participar en los concursos y competiciones de coctelería.
La International Bartenders Association, creada el 24 de febrero de 1951 admite a la Asociación de Barmans Españoles, como miembro de pleno derecho, en su meeting anual celebrado en Edimburgo, 1964, bajo la presidencia de Angelo Zola, insigne presidente de la Asociación de Barmans de Italia.
En junio de ese mismo año la Asociación de Barman Españoles (A.B.E.) organiza el I Concurso Nacional de Coctelería, cuyos tres primeros clasificados, unos días después, intervendrían, en el Campeonato Internacional de Coctelería celebrado en la ciudad escocesa. A partir de entonces FABE no ha faltado en los Campeonatos Mundiales, al principio celebrados trianualmente y ahora cada año.
En 1967, la Asociación de Barmans Españoles organiza el Concurso Mundial de Coctelería en Palma de Mallorca, demostrando su capacidad de organización y la gran trayectoria profesional. Dicho concurso fue catalogado como uno de los mejores de todos los celebrados hasta la fecha. El barman Enrique Bastante, de la Asociación de Barman de Madrid, fue proclamado Campeón del Mundo, con su cóctel «Mallorca».

## Telegrafista de Honor
Con motivo de la novena edición de la Feria Internacional del Campo de Madrid de 1972, y para resaltar la presencia de la Dirección General de Correos y Telecomunicación  en esta celebración, su director general León Herrera, organizó un homenaje a Perico Chicote y le nombró Telegrafista de Honor, haciéndole entrega del correspondiente diploma de honor. Es de destacar que Chicote ha sido, hasta la fecha, el único en la Historia de la Telegrafía de España que ha ostentado el título de Telegrafista de Honor.

## Obras
- El bar americano en España - 1927
- Cocktails - 1928
- La ley mojada - 1930 / Reeditado en 1987 con tapa azul
- Mis 500 cocktails - 1933
- Vinos españoles y sus mezclas - 1942
- Cocktails mundiales - 1945
- El bar en el mundo y pequeña historia de mi museo - 1957
- El mundo bebe (con ilustraciones de Antonio Mingote) - 1968